# Laputa
 (février 2020).
Si vous disposez d'ouvrages ou d'articles de référence ou si vous connaissez des sites web de qualité traitant du thème abordé ici, merci de compléter l'article en donnant les références utiles à sa vérifiabilité et en les liant à la section « Notes et références ».

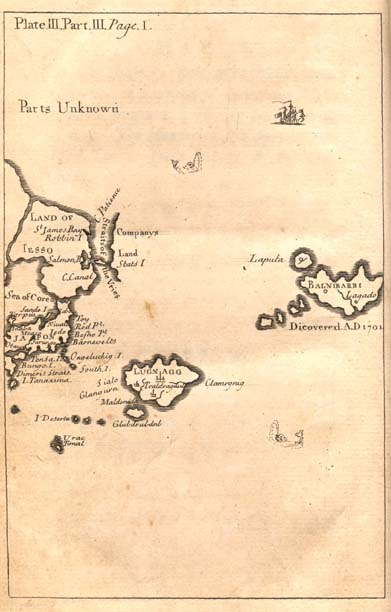
Carte de Laputa, de Balnibarbi, de Glubbdubdrib, de Luggnagg et du Japon.

Laputa est une île volante imaginaire dans Les Voyages de Gulliver, roman satirique écrit par Jonathan Swift en 1721.

## Roman de Swift

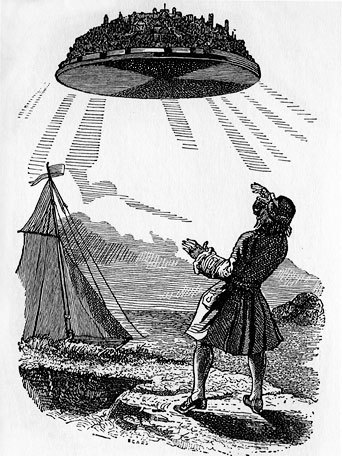
Gulliver découvre Laputa
(illustration de Grandville)

Gulliver, après ses autres mésaventures, se retrouve sur l'île de Laputa, une île volante. Elle menace ses ennemis en les écrasant.[pas clair] Les gens sont tellement préoccupés par leurs pensées qu'ils en oublient de parler ou même d'écouter. Donc des pauvres et ignorants doivent taper les oreilles de leur maître quand ils doivent écouter et la bouche quand ils doivent parler. Laputa est la chef de Balnibarbi la région continentale du royaume, ils partagent la même langue : le Balnibarbe. Laputa vole et se déplace grâce à un aimant géant.

## Reprise du nom
Dans les Contes du lundi, Alphonse Daudet compare le mont Valérien, « ville inextricable, suspendue entre terre et ciel », à l'île de Laputa.
Dans la satire Docteur Folamour de Stanley Kubrick, le bombardier B-52 Colonie lépreuse cible le « complexe de Missile Laputa ».
Cette île volante imaginaire est reprise par Hayao Miyazaki en 1986, dans Le Château dans le ciel.
Laputa est le titre d'un film de Helma Sanders-Brahms tourné en 1986.
Ce nom est aussi repris dans la série de jeux vidéo Final Fantasy, ainsi que dans UFO: Aftershock où le vaisseau dans lequel se trouve le joueur se nomme le Laputa.
Dans l'animé No Game No Life, les héros citent « Laputa » la première fois qu'ils voient Avant-Heim dans l'épisode 5.
Laputa (en) est un groupe rock Nagoya kei japonais actif de 1993 à 2004.
Le nom a été utilisé par la marque d'automobiles Mazda pour un modèle commercialisé entre 1999 et 2006.
Laputa est un titre de l'album de 2015 Choose Your Weapon (en) du groupe néo-soul Hiatus Kaiyote.
Laputa est le nom d'un single du rappeur/chanteur sud coréen Hong Da-bin, mieux connu sous le nom de DPR Live (en), sortie en 2017.
Dans le Manga Knights of Sidonia, Laputa est un lieu de villégiature dans le volume 1 à la page 160 (édition Glénat).
Dans le jeu mobile Fate/Grand Order, à la fin du chapitre Agartha, la servant Caster of the Nightless City transforme El Dorado en ile de Laputa.